# ボザ

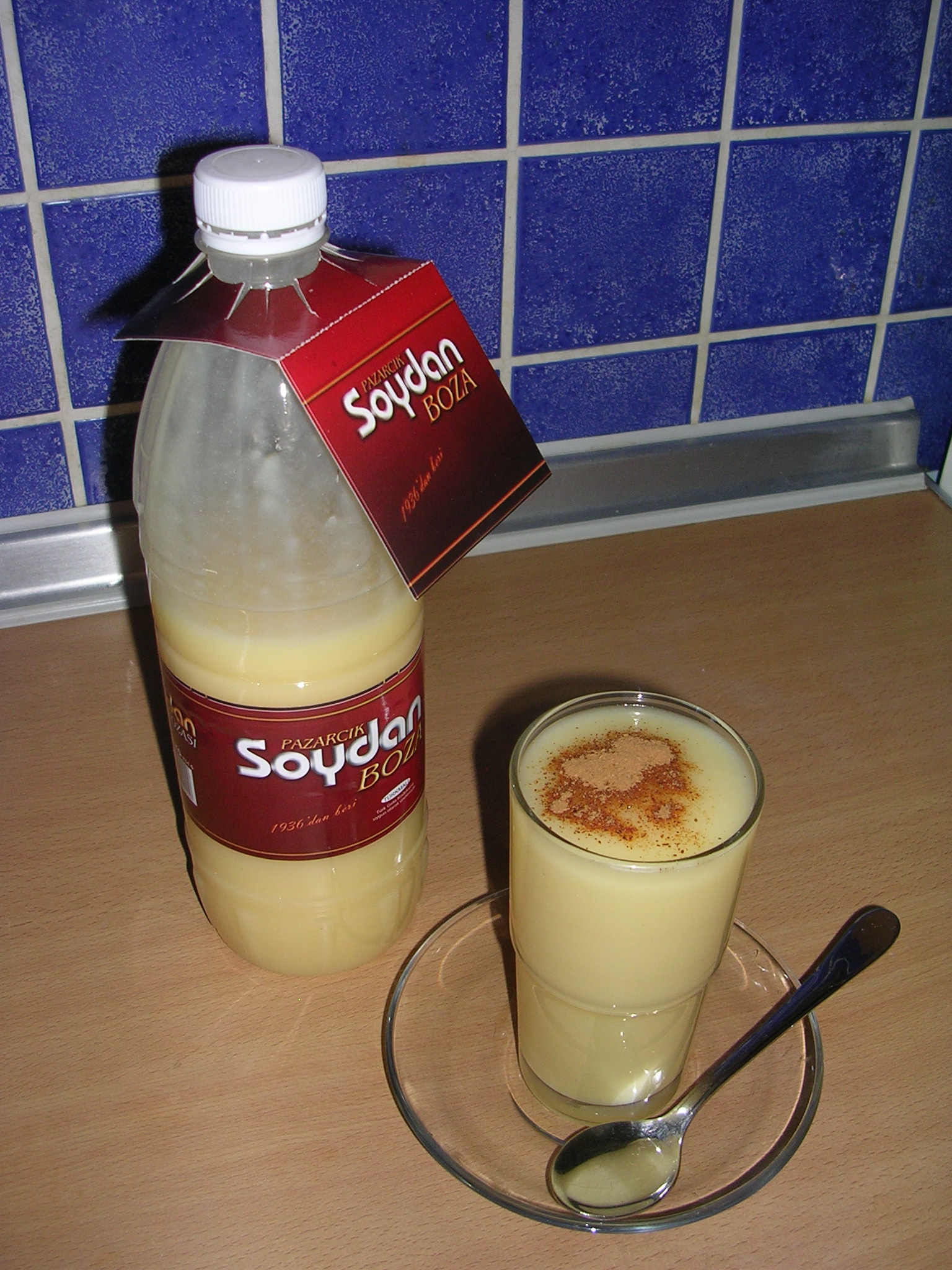
トルコのボザ

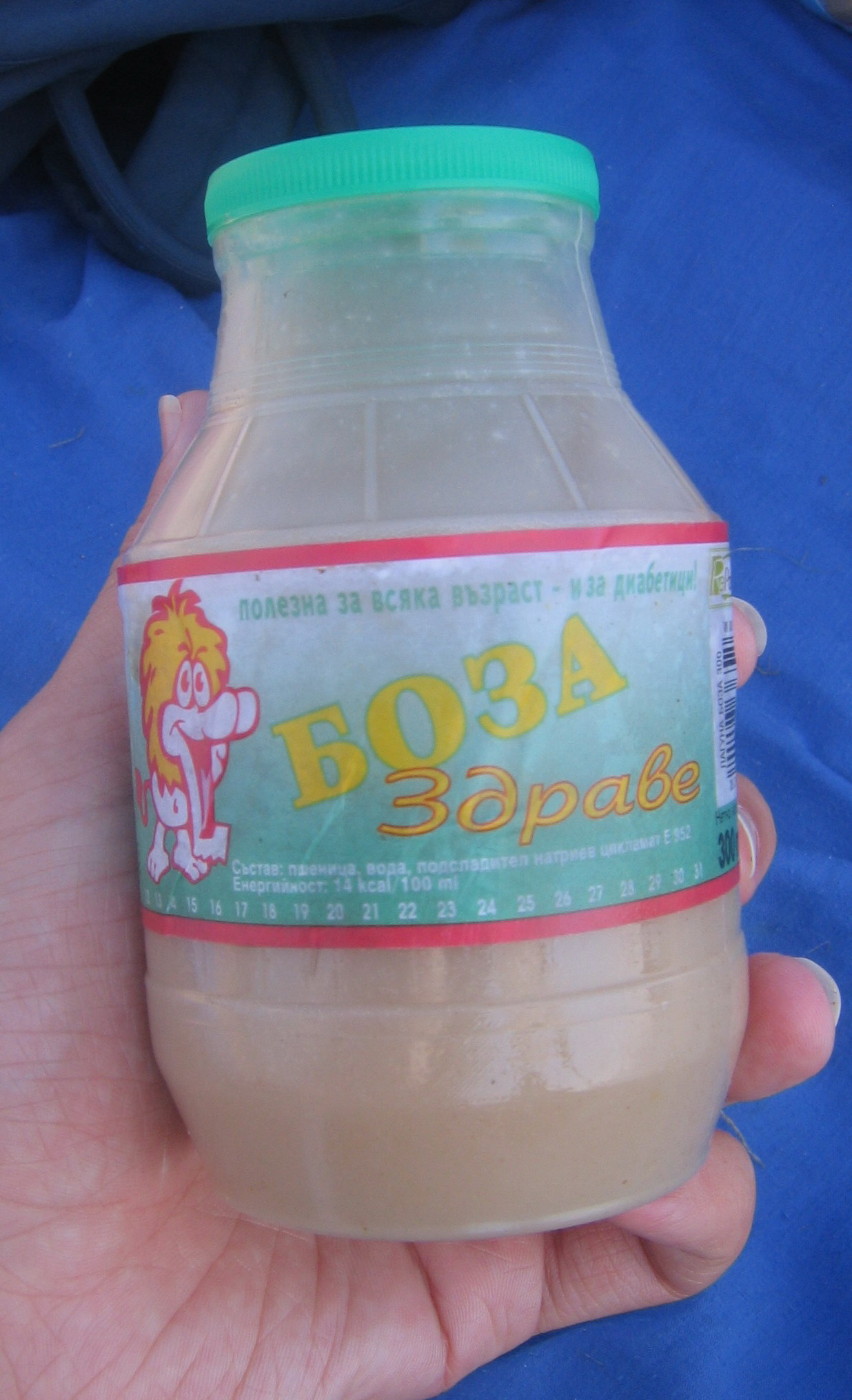
ブルガリアのボトル入りのボザ

ボザ（Boza、トルコ語：boza）は、トルコ、アルバニア、ブルガリア、キルギスタン、マケドニア、モンテネグロ、ボスニア・ヘルツェゴビナやロシア、セルビア、ウクライナの一部等で人気のある、麦芽を用いた発酵飲料である。ポーランドやリトアニアでも飲まれている。アルバニアではトウモロコシと小麦、トルコでは発酵させた小麦、ブルガリアとルーマニアでは小麦か雑穀から作られる。どろっとしているが、アルコール度数は通常約1%と低い。かすかに酸味のある甘い香りを持つ。ルーマニア語ではブラガ（bragă）。

## 歴史

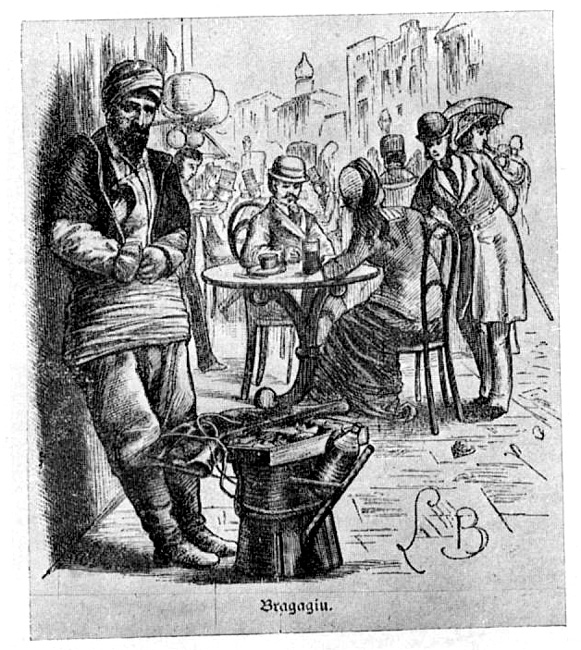
1880年ブカレストのブラガ売り

ボザは10世紀頃に中央アジアで作り始められ、後にカフカースやバルカン半島に広がった。オスマン帝国の時代には最盛期を迎え、オスマン帝国時代の初期には多くの都市や町でボザの醸造が主要な経済活動の一つとなった。16世紀までは、ボザはどこでも自由に飲めたが、アヘンを混ぜたいわゆるタタールボザの製造が当局の怒りを買い、スルターンのセリム2世によって禁じられた。彼は、アルバニアの多くの地域で作られる白色でノンアルコールの甘いボザについても記している。
17世紀に入ると、スルターンのメフメト4世はアルコール飲料を禁じたが、この適用にはボザも含まれたため、ボザを扱う全ての店が閉店させられた。17世紀のトルコの旅行家エヴリヤ・チェレビは、この当時もボザは広く飲まれており、イスタンブールだけでボザを扱う300の店で1005人が雇用されていたことを記している。この頃、ボザはイェニチェリの兵士に広く飲まれていた。ボザには体を温める効果や強壮作用があると信じられており、少量のアルコールしか含まれていないため、酩酊を引き起こすほど大量に飲まない限りは許可されていたからである。エヴリヤ・チェレビは、「軍隊の中にはボザを作るものがたくさんいる。酩酊する程の大量のボザを飲むことは罪であるが、ワインとは異なり、少量を飲むことは非難されない。」と説明している。19世紀になると、オスマン帝国の宮殿で好まれる甘いノンアルコールのアルバニア風ボザの人気が増し、アルメニア風の酸っぱくアルコールの入ったボザは人気を失っていった。1876年、ハジ・イブラヒム（Haci Ibrahim）とハジ・サディク（Haci Sadik）兄弟が、当時のイスタンブールの歓楽の中心地だったディレクララス地区（Direklerarası）に近いヴェファ地区（Vefa）にボザの店を開店した。彼らの濃厚で酸味のあるボザは街中で有名になり、当時から現在まで続いている唯一のボザ店となっている。現在は、イブラヒムとサディクの玄孫たちが経営を行っている。

## 生産と貯蔵
ボザはバルカン半島やトルコの大部分で作られている。風味は、使用した穀物の種類によって異なる。トルコ科学技術研究所（Turkish Science and Technology Institute）によって行われた科学的研究で、この飲料はとても健康的で栄養価が高いと認定された。1リットルのボザは約1000カロリーで、ビタミンA、B、Eを含む。また発酵中に生成した乳酸が消化を助ける。
ボザは冷所で保存する必要があるため、伝統的なトルコの業者は夏場には販売を行わず、ブドウジュースやレモネード等の替わりの飲み物を販売する。しかし、需要や冷蔵庫の普及もあることから、現在では年中手に入るようになっている。ブルガリアやアルバニア、マケドニアでは、清涼飲料水として通年で作られている。

## トリビア
ボザには、女性の胸を大きくする効果があると言われている。またボザには母乳の生産を促す作用があるとされ、授乳期の女性に勧められている。